# Xavier Rabaseda Bertran
Xavier Rabaseda Bertran (Ripoll, 24 de febrer del 1989), és un basquetbolista català.

## Biografia
Té una alçada de 1,96 metres i pot jugar tant d'escorta com d'aler. Format a les categories inferiors del Ripoll, va fitxar pel FC Barcelona a començaments de la temporada 2002-2003 per jugar amb l'equip infantil. Va anar pujant de categoria fins a júnior, i va guanyar amb el FC Barcelona el Campionat d'Espanya de Bàsquet Júnior. El 2007 el conjunt blaugrana el va cedir al seu equip vinculat, el Club Bàsquet Cornellà de la LEB Plata on hi va romandre fins al 2009, tot participant esporàdicament amb el primer equip del FC Barcelona.
Ha estat internacional júnior amb la selecció Catalana i també amb l'Espanyola. El 2008 Rabaseda fou cridat per Gustavo Aranzana, seleccionador sub-20 espanyol, per completar la llista de catorze jugadors que iniciaren la preparació de l'Europeu de Letònia que es disputà de l'1 al 10 d'agost del mateix any. El prestigiós portal Draft express, el situa en el proper Draft de l'NBA
L'11 d'agost de 2010 fou cedit al Baloncesto Fuenlabrada per dues temporades, tot i que la seva bona actuació i estadístiques durant la seva primera temporada al club madrileny (22 minuts, 9 punts, 3 rebots i una assistència per partit), acceleraren el seu retorn al FC Barcelona, que l'ha recuperat per la temporada 2011-12.
Després de dues temporades jugant al primer equip del FC Barcelona, el club i el jugador van arribar a un acord per rescindir el seu contracte l'agost de 2013. Dies després es faria públic el seu fitxatge per l'Estudiantes per la temporada 2013-2014.

## Palmarès
FC Barcelona:
- Temporada 2008-2009: Campió Lliga ACB
- Temporada 2011-2012: Campió Supercopa ACB, Campió Lliga Endesa
- Temporada 2012-2013: Campió Copa espanyola de bàsquet masculina